# 17162 Nithinkavi
17162 Nithinkavi este o planetă minoră (asteroid), cu un diametru de 4,965 km, din centura de asteroizi. A fost descoperită pe 9 iunie 1999 la Experimental Test Site⁠(d) de Lincoln Near-Earth Asteroid Research. 
Obiectul prezintă o orbită caracterizată de o semiaxă mare de 2,4371475 UAi, o excentricitate de 0,0782865, o înclinație de 6,39705 ° în raport cu ecliptica.